# Karl Rottmanner
Karl von Rottmanner (* 30. Oktober 1783 in München; † 8. Juli 1824 in Ast) war ein deutscher Dichter, Philosoph und Politiker.

## Leben
Der Sohn des Agrarreformers und Gutsbesitzers Simon Rottmanner und der Maria Anna Barbara Paur (1746–1828) studierte Rechtswissenschaften an der Ludwig-Maximilians-Universität in Landshut und promovierte dort zum Dr. phil. Während seiner Studienzeit gehörte er einer bayerisch-patriotischen Jugendbewegung um den Medizin-Studenten Johann Nepomuk von Ringseis (1785–1880) an: „Ihrem romantischen Überschwang, nicht frei von schwärmerischer Pose, verlieh die kleine, aber begabte und edel gesinnte Gruppe in Gedichten einen, wenn auch nicht künstlerisch bleibenden, so doch gültigen Ausdruck. Zu ihren schöpferischsten Mitgliedern zählten der Medizinstudent Joseph Löw und der Jurist Karl Rottmanner.“ Von Rottmanners Parteinahme für die Romantik zeugt sein Eintreten für eine Neubewertung des christlichen Mittelalters sowie seine Sammlung bayerischer Volkslieder.
Rottmanner wurde später Mitglied der Zweiten Kammer des bayerischen Landtags,  Gutsherr und Schriftsteller.
Er war verheiratet mit Maria Theresia Paur (1796–1837). Am 10. Juli 1824 wurde er in Ast beerdigt.

## Schriften
- Kritik der Abhandlung F. H. Jacobi’s: Ueber gelehrte Gesellschaften, ihren Geist und Zweck. Thomann, Landshut 1808. Online
- Frühlingsblumen. Lindauer, München 1808. Online
- Sammlung baierischer Volkslieder [um 1810]. Digitalisat der Handschrift aus der Bayerischen Staatsbibliothek München
- Ferner Artikel für die "Zeitschrift für Wissenschaft und Kunst"